# شرايين كبيرة

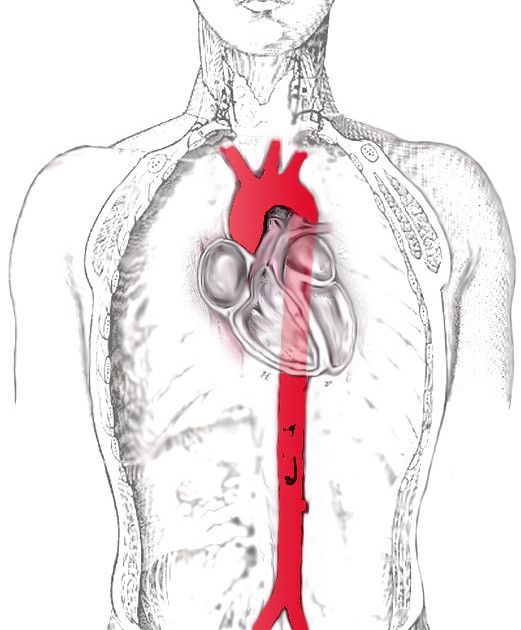

الشرايين الكبيرة (بالإنجليزية: Great arteries)‏‏ هي الشرايين الأساسية التي تحمل الدم بعيدًا عن القلب، وتتضمن:
- الجذع الرئوي: وهو وعاء دموي يحمل الدم منقوص الأكسجين من البطن الأيمن إلى الرئتين.
- الشريان الأبهر: وهو وعاء دموي يحمل الدم المُشبع بالأكسجين من البطين الأيسر إلى الدورة الجهازية لجميع الجسم.